# 고은광순
고은광순(고광순, 1955년 ~ )은 대한민국의 학생운동가 출신 한의사, 사회운동가, 언론인, 반미주의자, 강성친문인사이다. 한국의 대표적인 여성주의자 중 한 사람이며 '부모성 함께 쓰기 운동'의 핵심 인물 중 하나이다.

## 경력

#### 학생운동
1955년 서울특별시에서 태어난 고은광순은 1973년 이화여자대학교 사회학과에 진학한다. 대학생 시절 그는 박정희 독재 정권에 반대하는 학생운동에 참여하였다. 이로 인해 감옥살이를 하고, 학교에서도 제적당한다. 한참 뒤인 1979년, 10·26 사건으로 복권되어 복학하지만 신군부의 등장으로 다시 학교에서 제적을 당한다.

#### 한의학 공부
이후에는 진로를 한의학으로 바꿔 1984년 대전대학교 한의예과에 진학한다. 1992년에는 공부를 마치고 한의원을 개원한다. 이때 부실한 한약 제조법이 버젓이 유통되는 현실을 바로잡고자 동료 한의사들과 보건사회부와 국회 등에 이 사실을 알리는 운동을 전개했다. 이것이 훗날 한-약사법 분쟁의 시발점이 되었다.
한국한의학연구원 감사로 재직하였다.

#### 고통받는 여성들과의 만남
또한 그는 대한여한의사회 소식지에 글을 실으면서 여성 한의사로서 자신을 찾아오는 여성들의 여러 가지 호소를 듣게 된다. 그리고 이 경험을 바탕으로 본격적으로 여성주의적인 사회운동을 시작한다.
1997년에는 '남녀 성비 불균형과 해결 방안'이라는 토론회를 개최하고 10가지 방안을 제시하였다. 여기서 호주제 폐지가 제1과제로 선정되었으며, 이와 함께 '부모 성 함께 쓰기 운동'이 전개되었다. 고은광순은 1998년 11월 '호주제 폐지를 위한 시민의 모임'을 발족하며 여기에 참가하였다.(실제로 호주제는 헌법재판소의 헌법불합치 결정에 따른 법률 개정에 따라 2008년부터 폐지되었다)
1999년에는 《어느 안티미스코리아의 반란》이라는 담시집을 내면서 가부장사회를 거침없으면서도 즐거운 풍자와 해학으로 비판하기도 하였다.

#### 저술과 종교 비판
2000년대 들어 고은광순은 데일리 서프라이즈, 오마이뉴스 등 진보주의 성향의 매체에 여성주의 등 각종 사회 현안에 대한 글을 기고하고 있다. 또한 종교인, 종교법인의 재정 투명화와 소득세 납부를 위한 '종교법인법제정추진시민연대'의 대표 및 '한부모 가정 자녀를 걱정하는 진실 모임’의 운영위원을 맡을 정도로 여성주의에 그치지 않는 넓은 활동의 폭을 자랑하고 있다.

#### 친권 자동 부활 문제
2008년 배우 최진실의 사망 후 불거졌던, 친권 자동 부활 문제에 대해 반대를 표한 바 있다.

## 저서
- 《한국에는 남자들만 산다》, 인물과사상사, 2004 ISBN 8988410858
- 《어느 안티미스코리아의 반란》, 인물과사상사, 1999 ISBN 8988410092
- 《시골 한의사 고은광순의 힐링》, 유리창, 2012
- 《해월의 딸, 용담할매》. 모시는사람들. 2015년. ISBN 9791186502303

## 같이 보기
| - 페미니즘 - 호주제 - 오한숙희 - 김신명숙 - 신정모라 - 노무현 - 서프라이즈 | - 가부장제 - 한명숙 - 남윤인순 - 유시주 - 최보은 |

## 참고 문헌
- 편집부 엮음, 《시사인물사전 2》 pp 17~24, 인물과사상사, 2000